# Kapas Hera
Kapas Hera es una ciudad censal situada en el distrito de Delhi sudoeste,  en el territorio de la capital nacional,  Delhi (India). Su población es de 74073 habitantes (2011). 

## Demografía
Según el censo de 2011 la población de Kapas Hera era de 74073 habitantes, de los cuales 50123 eran hombres y 23950 eran mujeres. Kapas Hera tiene una tasa media de alfabetización del 84,49%, inferior a la media estatal del 86,21%: la alfabetización masculina es del 89,35%, y la alfabetización femenina del 73,13%.